# Eddie Romero
Eddie Sinco Romero (Dumaguete, 7 juli 1924 – 28 mei 2013) was een Filipijns filmregisseur, producent en scriptschrijver. Romero won voor zijn werk vele prijzen en wordt beschouwd als een van de grote namen van de Filipijnse filmindustrie. In 2003 werd Romero uitgeroepen tot Nationaal Artiest van de Filipijnen. Zijn werk werd daarbij omschreven als "uiterst simplistisch van stijl, minimalistisch, maar nooit leeg, altijd berekenend en functioneel, maar nooit voorspelbaar."

## Biografie
Eddie Romero werd geboren op 7 juli 1924 in Dumaguete in de Filipijnse provincie Negros Oriental. Hij begon zijn carrière met het schrijven van korte verhalen voor de Philippine Free Press. Filmregisseur Gerardo de Leon haalde hem na het lezen van zijn verhalen over om in de Filipijnse filmindustrie te komen werken. Zijn regisseursdebuut volgde in 1947  met de film Ang Kamay ng Diyos van Sampaguita Pictures. Hij werkte deze filmstudio tot 1953.
Romero werd bekend door zijn epische films over de Filipijnse cultuur geschiedenis en politiek. Bekende films van zijn hand zijn Ganito Kami Noon…Paano Kayo Ngayon?, Aguila, Kamakalawa, Banta ng Kahapon en Noli Me Tangere.
Romero overleed in 2013 op 88-jarige leeftijd.

## Onderscheidingen
- 1953 · FAMAS Award voor beste script – Buhay alamang
- 1967 · FAMAS Award voor beste script – The Passionate Strangers
- 1967 · FAMAS Award voor beste regisseur – The Passionate Strangers
- 1976 · FAMAS Award voor beste regisseur – Ganito Kami Noon, Paano Kayo Ngayon
- 1980 · FAMAS Award voor beste script – Durugin si Totoy Bato
- 1981 · FAMAS Award voor beste script – Aguila
- 1981 · FAMAS Award voor beste regisseur – Aguila
- 1985 · FAMAS Award voor beste script – Durugin si Totoy Bato
- 1986 · FAMAS Hall of Fame voor beste script
- 1993 · FAMAS Lifetime Achievement Award
- 2000 · FAMAS Presidential Award
- 2008 · FAMAS Award voor beste verhaal

## Filmografie
| - Ang Kamay ng Diyos (1947) - Sabas, ang barbaro (1952) - Buhay Alamang (1952) - Indio, El (1953) - May bakas ang lumipas (1954) - Man on the Run (1958) - Pitong gabi sa Paris (1960) - Lost Battalion (1961) - The Raiders of Leyte Gulf (1963) - Cavalry Command (1963) - Intramuros (1964) - Moro Witch Doctor (1964) - The Ravagers (1965) - The Passionate Strangers (1966) - Manila, Open City (1968) - Brides of Blood (1968) - Beast of the Yellow Night (1971) - Beast of Blood (1971) - Black Mama, White Mama (1972) - The Twilight People (1973) - The Woman Hunt (1973) - Beyond Atlantis (1973) - Savage Sisters (1974) - Ganito kami noon, paano kayo ngayon (1976) - Sudden Death (1977) - Sinong kapiling? Sinong kasiping? (1977) - Banta ng kahapon (1977) - Agila (1979) - Palaban (1980) - Kamakalawa (1981) - Desire (1982/I) - Hari sa hari, lahi sa lahi (1987) - A Case of Honor (1988) - Whiteforce (1988) - Faces of Love (2006) | - Si, si, señorito (1947) - Paloma, La (1947) - Kamay ng Diyos, Ang (1947) - Kaaway ng bayan (1947) - Hele hele bago quiere (1947) - Sipag ay yaman (1949) - Milagro ng birhen ng mga rosas (1949) - Camelia (1949) - Batalyon trece (1949) - Buhay alamang (1952) - The Scavengers (1959) - Lost Battalion (1961) - Cavalry Command (1963) - Intramuros (1964) - The Ravagers (1965)) - The Passionate Strangers (1966) - Manila, Open City (1968) - Beast of the Yellow Night (1971) - Beast of Blood (1971) - The Twilight People (1973) - Ganito kami noon, paano kayo ngayon (1976) - Sinong kapiling? Sinong kasiping? (1977) - Banta ng kahapon (1977) - Durugin si Totoy Bato (1979) - Agila (1979) - Kamakalawa (1981) - Padrino, Ang (1985) - Hari sa hari, lahi sa lahi (1987) |